# لوسون روبرتسون
لوسون روبرتسون (بالإنجليزية: Lawson Robertson)‏ هو منافس ألعاب قوى أمريكي، ولد في 24 سبتمبر 1883 في أبردين في المملكة المتحدة، وتوفي في 22 يناير 1951 في فيلادلفيا في الولايات المتحدة.

## وصلات خارجية
- لوسون روبرتسون على موقع اللجنة الأولمبية الدولية (الإنجليزية)
- لوسون روبرتسون على موقع أوليمبيديا (الإنجليزية)